# Killingetjärnet
Killingetjärnet är en sjö i Tanums kommun i Bohuslän och ingår i Enningdalsälvens huvudavrinningsområde. Sjön är 9,2 meter djup, har en yta på 0,03 kvadratkilometer och är belägen 170 meter över havet.